# Bibliothèque L'Octogone
La bibliothèque publique L'Octogone est située dans l'arrondissement de LaSalle de la ville de Montréal. Elle fait partie du réseau des bibliothèques de Montréal.

## Description
La bande dessinée occupe une place importante à la bibliothèque L'Octogone, autant dans la collection que l'espace et l'offre de services. On y retrouve la plus grande collection de bandes dessinées du réseau des bibliothèques de Montréal. La thématique de la bande dessinée est soulignée par des éléments d'architecture et de signalisation. Parmi les six axes d'excellence du projet de rénovation et agrandissement, il y a l'axe «explorer par la bande dessinée». Le café se nomme «Le Phylactère», alors que les laboratoires de création sont nommés «L’Ébullition» et L'atelier du bédéiste. Ce dernier est un laboratoire dédié à la création de bande dessinée.

## Histoire

### Avant L'Octogone (1959-1983)
Ce sont des initiatives citoyennes et bénévoles qui sont à l'origine de la première bibliothèque de LaSalle. Elle a ouvert ses portes en 1959 et était situé dans le quartier LaSalle Heights. La première équipe de la bibliothèque était composée de Doris Guest, Lois Heith, Frances Iffrig, Doreen Legris, Betty Speevak et Elsie Springett.
Les premières années de la bibliothèques, l'équipe largement bénévole faisait des campagnes de fonds auprès des citoyens pour pouvoir acquérir des livres. Notamment, une campagne de vente porte à porte de trousses de premiers soins les soirs et fins de semaines.
La décision a été prise de rendre publique l'administration de la bibliothèque. Le 18 mars 1962, la nouvelle bibliothèque publique, alors encore géré par une corporation, a ouvert ses portes au deuxième étage du Centre commercial Pont-Mercier au 414, avenue Lafleur. Des travaux d'agrandissement et de rénovation des locaux ont eu lieu à quelques reprises, notamment en 1972.
En octobre 1973, la bibliothèque a été acquise par la municipalité pour la somme de 1$.

### L'Octogone (1984-2021)

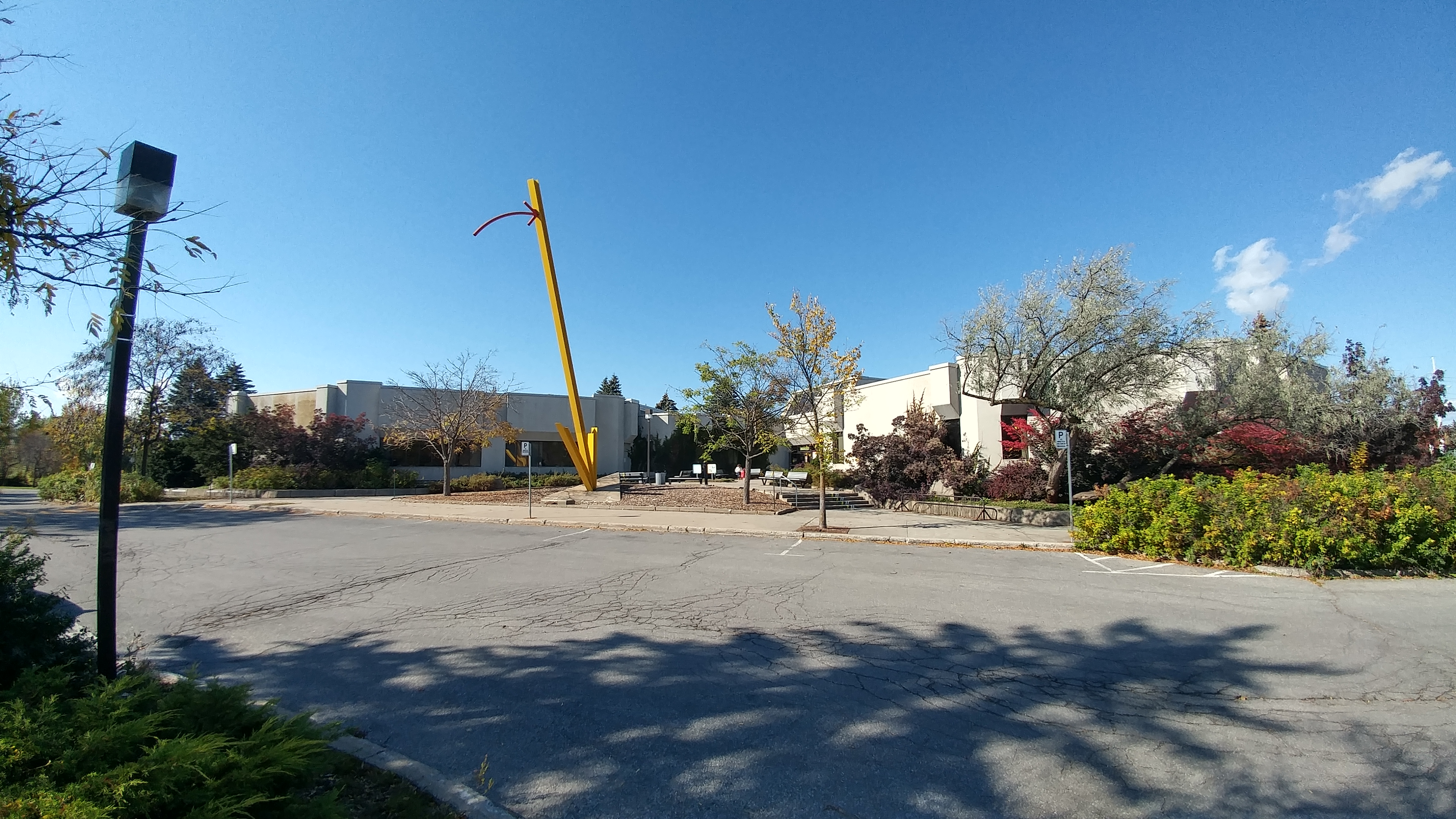
Bibliothèque L'Octogone, 17 octobre 2020

En 1983, le ministère des Affaires culturelles a octroyé une subvention de 1 845 000$ pour la construction d'une nouvelle bibliothèque. Le Centre culturel de l'Octogone fut inaugurée le 23 novembre 1984 en présence du maire Michel Leduc et du ministre des Affaires culturelles du Québec Clément Richard. Ce premier centre culturel de la ville LaSalle accueille la bibliothèque, sa collection de plus de 100 000 documents, mais aussi les archives de la Société historique Cavelier-de-LaSalle jusqu'en 1993.
La bibliothèque est nommée d'après les formes octogonales dans son architecture. La collection pour adultes était situé dans le grand octogone, alors que la section pour enfants occupait le petit octogone. Entre les deux, on pouvait retrouver le comptoir de prêt, les services de références et de l'audio-visuel. La bibliothèque avait un seul étage par souci d'accessibilité et aisance de mouvement pour les personnes avec handicaps physiques. Des problèmes d'acoustique et de repérage de certains services, liés respectivement à l'architecture et l'aménagement, furent constatés dans les premières années. Un réaménagement a été effectué en 1989 pour pallier cela. Ils ont ajouté des tuiles acoustiques et un mur de verre pour isolé la section adulte.

### Agrandissement et rénovation de L'Octogone (2021-202x)
En 2016, la ville de Montréal a annoncé un projet de rénovation et d'agrandissement de la bibliothèque l'Octogone dans le cadre du Programme de rénovation, d’agrandissement et de construction de bibliothèques (RAC). Le consortium Anne Carrier architecture et Labonté Marcil a remporté le concours d'architecture du projet.
La structure du nouveau bâtiment est composée de trois lanternes architecturales auquel l'équipe lauréate a attribué une symbolique inspiré de l'histoire et du contexte du territoire : lanternes urbaine, communautaire et pastorale. La forme globale est un clin d'œil au Moulin à vent Fleming. Un grand et un petit octogone sont conservés dans l'architecture.
Les travaux ont commencé le 3 mai 2021. Manon Barbe, mairesse de LaSalle, et Magda Popeanu, responsable de la Culture de la Ville de Montréal ont participé à la première pelletée de terre. Pour la durée des travaux, la bibliothèque a occupé des locaux temporaires à la Place Newman au 2101, avenue Dollard jusqu'au 14 mai 2023. La bibliothèque a rouvert ses portes le 29 septembre 2023, avant la fin des travaux d'aménagement.

## Œuvres d'art public
Conformément à la Politique d’intégration des arts à l’architecture, une œuvre d'art est intégrée à chaque projet d'architecture de la bibliothèque.

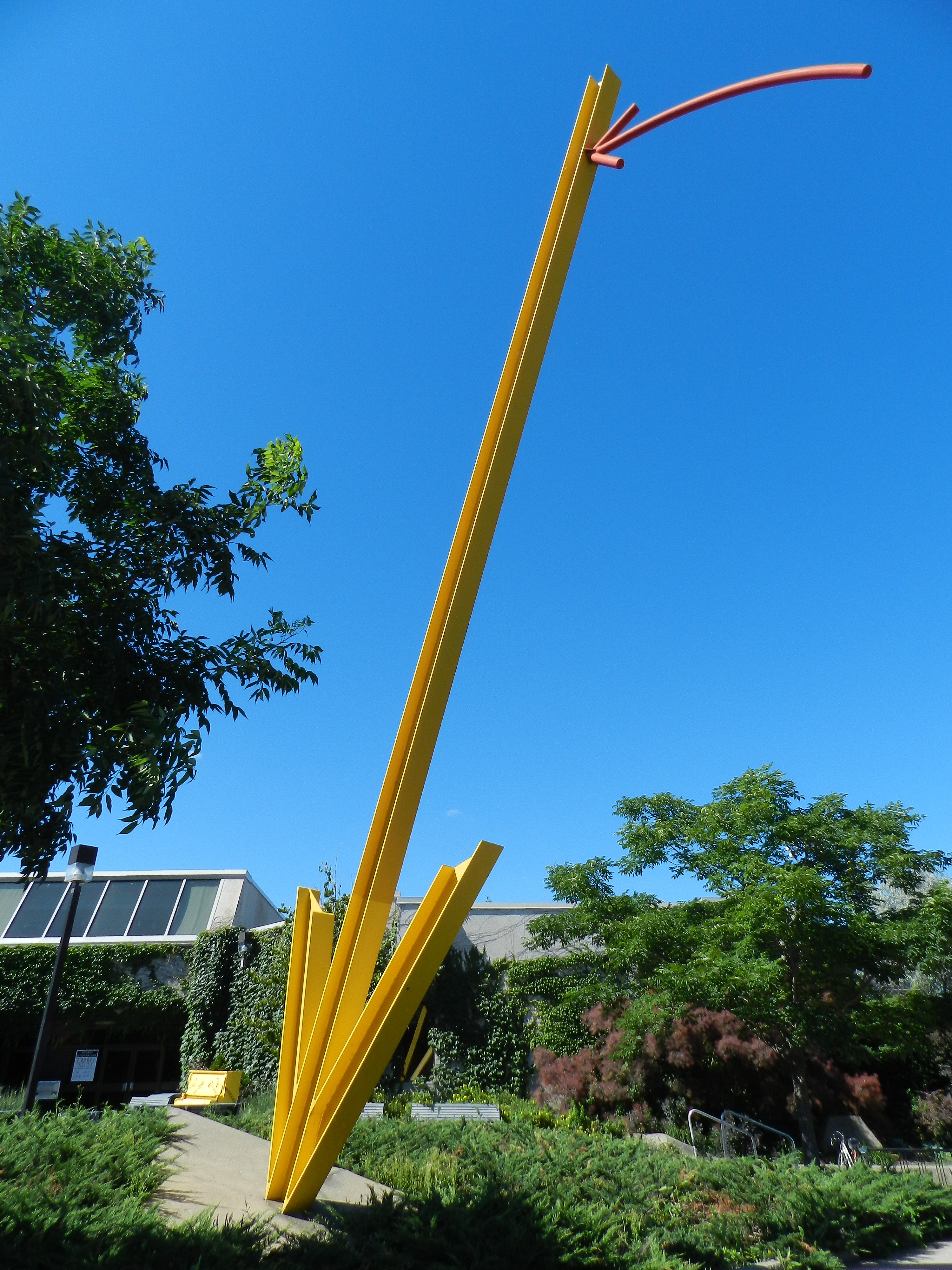
Sculpture Signal dans l'espace devant la bibliothèque L'Octogone, 13 juillet 2017

La sculpture Signal dans l'espace de Claude Lamarche est installée sur le terrain de la bibliothèque depuis 1984. La sculpture a la forme de deux flèches. La plus grande est jaune et fichée au sol. La plus petite est rouge et fixée à l'extrémité supérieure de la grande flèche, pointant vers celle-ci. Les matériaux sont de l'acier et du béton. Au pied de la sculpture, on retrouve une plaque avec une citation de l'artiste « Cette œuvre est un signal à la nécessité d’encourager l’acte créateur et la liberté d’expression ». Cette œuvre est un exemple de réussite d'intégration de l'art, l'architecture et l'environnement. Elle est devenue une partie prenante de l'identité visuelle de la bibliothèque, comme un logo, que l'on retrouve fréquemment dans les publicités de la bibliothèque à l'époque.
En 2019, une seconde œuvre d'art fut commandée spécifiquement pour être intégrée à la nouvelle bibliothèque. Les deux installations qui composent l'œuvre En circulation de Karilee Fuglem sont inspirées du thème phare de L'Octogone : la bande dessinée. Elles sont composées de tiges en acier inoxydable, de feuilles d’acier inoxydable poli et de peinture. La première partie est située dans la courbe de l'escalier central et la seconde partie est située dans la mezzanine.

## Club de lecture TD

### Prix des bibliothèques
Depuis 2007, le Prix des bibliothèques du Club de lecture d'été TD récompense le déploiement innovant et performant du programme du Club de lecture d'été TD. La bibliothèque L'Octogone a remporté le premier prix volet francophone à plusieurs reprises.
Le 5 juin 2010, L'Octogone a obtenu le premier Prix des bibliothèques 2009, volet francophone, lors de l'assemblée annuelle de l'Association canadienne des bibliothèques. Les prix furent remis par Alan Convery de la Banque TD et Jean-Stéphen Piché de Bibliothèque et Archives Canada. Louise Poulin et Chantal Gagné ont accepté le prix au nom de la bibliothèque.
En 2011, la bibliothèque L'Octogone a reçu une mention spéciale lors de la remise de prix pour l'année 2010.
Le 1er juin 2013, la bibliothèque L'Octogone a remporté le prix, volet francophone, de 2012. La remise de prix s'est produite à la clôture de l'assemblée annuelle de l'Association canadienne des bibliothèques. Les prix furent remis par Alan Convery de la Banque TD et Fabien Lengellé, directeur général de l'accès à l'information de Bibliothèque et Archives Canada. Louise Poulin, technicienne de la section jeunesse, et Chantal Gagné, responsable de la section jeunesse, ont de nouveau accepté le prix au nom de la bibliothèque. C'est entre autres l'inclusion de partenaires communautaires dans les activités encourageant la lecture qui a impressionné le jury.
La bibliothèque a de nouveau remporté le premier prix volet francophone le 11 juin 2021 pour l'année 2020. Ce qui a notamment démarqué la performance de cette bibliothèque est l'usage dynamique d'une offre de service numérique par le biais de leurs réseaux sociaux (Facebook), leur site web et leur infolettre dans un contexte pandémique.